# Torenburg

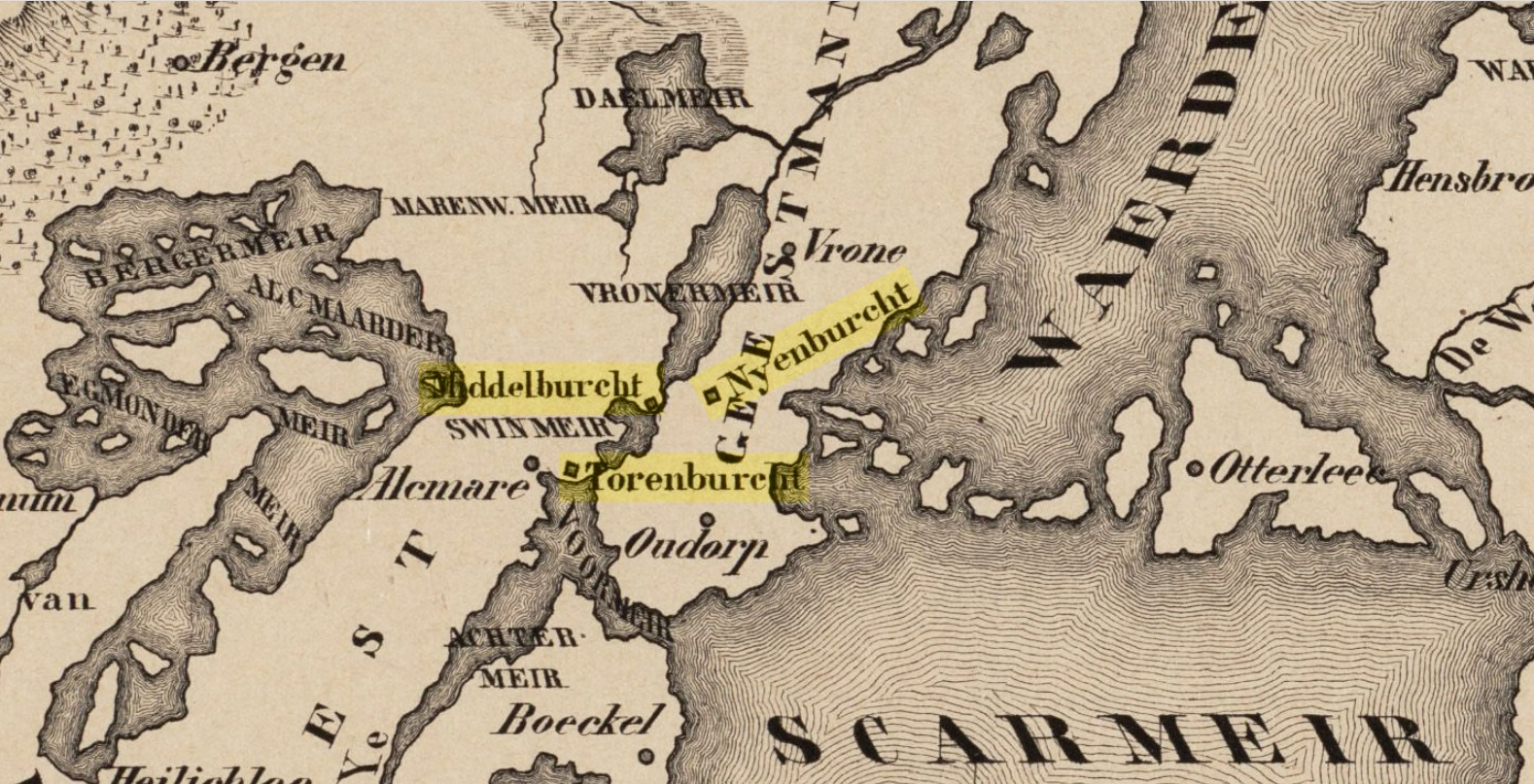
De burchten Torenburg, Middelburg en Nieuwburg nabij Alkmaar in 13e eeuw op een kaart uit 1865.

De Torenburg was een van de zogenaamde dwangburchten die de Hollandse graven gebruikten om hun invloed op West-Friesland te vergroten en was gelegen in Alkmaar. Graaf Willem II liet de burcht bouwen aan de Rekere op de grens tussen Kennemerland en Westflinge (een gewest van West-Friesland). Het kasteel werd voltooid in 1253.
De naam van het het kasteel is een samenstelling uit de oorspronkelijke middelnederlandse woorden 'torn' (of 'toren') en 'borch' (of 'burch'), burcht dus. Volgens één theorie stond op de plek van het kasteel oorspronkelijk een stevige ronde toren, die door graaf Willem II in 1250 werd herbouwd (of verbouwd) tot een meer moderner kasteel met een vierkant grondplan, met op elke hoek een toren.
Het kasteel is tegenwoordig niet meer zichtbaar. Het lag even buiten de middeleeuwse stadsgrenzen van Alkmaar, iets ten noordoosten van de stad. Waar de Herenstraat eindigt ten zuiden van het Noordhollands Kanaal, ten westen van de Friese Brug, zijn tijdens het verleggen van het kanaal in 1835 zware fundamenten gevonden. Daarvan neemt men aan dat deze tot de Torenburg behoorden. In 1660, bij het uitdiepen van de stadsgracht bij de Friese Poort, vond men een deel van tufstenen fundamenten, die waarschijnlijk van het kasteel afkomstig waren. Enkele straatnamen ('Torenburg', 'Koningsweg' en 'Kooltuin') in Alkmaar herinneren nog aan de burcht. Ook het wapen van de gemeente Alkmaar herinnert nog aan de burcht.
Het militaire doel van de Torenburg was duidelijk. Graaf Willem II was van plan om de West-Friezen te verslaan, alvorens hij zich in Rome tot keizer van het Heilige Roomse Rijk zou laten kronen. De Torenburg lag zeer strategisch, precies in de bocht van de oude verbindingsweg van Kennemerland naar West-Friesland, en beheerste deze toegangsweg volledig. Daarom zetelde hier dan ook de baljuw van Kennemerland, de hoogste vertegenwoordiger van het grafelijk gezag.
Waarschijnlijk werd na de opstand van de West-Friezen (1296-1299) de Torenburg van de lijst van de grafelijke domeinen geschrapt omdat er niets meer voor onderhoud werd uitgetrokken. De Torenburg kwam daarna in particuliere handen. Rond het jaar 1400 begonnen de burgers van Alkmaar het kasteel af te breken. In het jaar 1410 was het blijkbaar al verdwenen, zo blijkt uit een leenakte, waarin men spreekt over de hofstede Torenburg. Een hofstede is doorgaans een aanduiding voor een stuk land waar ooit een kasteel heeft gestaan.